# Liste der Staatsoberhäupter 744
Übersicht
◄◄ | ◄ | 740 | 741 | 742 | 743 | Liste der Staatsoberhäupter 744 | 745 | 746 | 747 | 748 | ► | ►►

Weitere Ereignisse

## Amerika
- Maya
  - Copán
    - Herrscher: K'ak' Joplaj Chan K'awiil (738–749)

  - Palenque
    - Herrscher: K'inich Janaab Pakal II. (738–751)

  - Tikal
    - Herrscher: Yik’in Chan K’awiil (734–766)

## Asien
- Bagan
  - König: Theinsun (734–744)
  - König: Shwelaung (744–753)

- China
  - Kaiser: Tang Xuanzong (712–756)

- Iberien (Kartlien)
  - König: Guaram III. (692–748)

- Indien
  - Chalukya
    - König: Vikramaditya II. (733–746)

  - Östliche Chalukya
    - König: Vishnuvardhana III. (719–755)

  - Pallava
    - König: Nandi Varman II. (710–775)

  - Pandya
    - König: Arikesari Parankusa Maravarman Rajasimha I. (735–765)

  - Rashtrakuta
    - König: Dantidurga (735–756)

- Japan
  - Kaiser: Shōmu (724–749)

- Kaschmir
  - König: Lalitaditya (723–760)

- Reich der Kök-Türken
  - Herrscher: Bomei-Tegin Khan (743–745)

- Korea
  - Balhae
    - König: Sejong Mun (738–794)

  - Silla
    - König: Gyeongdeok (742–765)

- Kalifat der Muslime
  - Kalif: al-Walid II.  (743–744)
  - Kalif: Yazid III. (744)
  - Kalif: Ibrāhīm ibn al-Walīd (744–745)

- Tibet
  - König: Thride Tsugten (704–755)

## Europa
- Bulgarien
  - Khan: Sewar (738–753/754)

- Byzantinisches Reich
  - Kaiser: Konstantin V. (741–775)

- England (Heptarchie)
  - East Anglia
    - König: Ælfwald (713–749)

  - Essex
    - König: Saelred (738–746)

  - Kent
    - König: Æthelberht II. (725–762)
    - König: Eadberht I. (725–748)

  - Mercia
    - König: Æthelbald (716–757)

  - Northumbria
    - König: Eadberht (737–758)

  - Wessex
    - König: Cuthred (740–756)

- Fränkisches Reich
  - König: Childerich III. (743–751)
  - Hausmeier von Austrien: Karlmann (741–747)
  - Hausmeier von Neustrien: Pippin der Jüngere (741–751)
  - Herzog von Baiern: Odilo (736–748)

- Italien
  - Langobardenreich
    - König: Liutprand (712–744)
    - König: Hildeprand (744)
    - König: Ratchis (744–749)
    - Autonome langobardische Herzogtümer:
      - Herzog von Benevent: Gisulf II. (742–751)
      - Herzog des Friaul: Ratchis (739–744)
      - Herzog: Aistulf (744–749)
      - Herzog von Spoleto: Agiprand (742–744)
      - Herzog: Transamund II. (744–745)

  - Venedig
    - Doge von Venedig: Diodato Ipato (742–755)

- Schottland
  - Dalriada
    - König: Aed (739–778)

  - Strathclyde
    - König: Teudebur (722–752)

  - Pikten
    - König: Óengus I. (729–761)

- Spanien
  - Asturien
    - König: Alfons I. (739–757)

  - Al-Andalus
    - Statthalter des Umayyaden-Kalifs: Abu l-Chattar Husam ibn Darar al-Kalbi (743–745)

- Wales
  - Gwynedd
    - König: Rhodri Molwynog ap Idwal (720–754)

  - Powys
    - Fürst: Elisedd ap Gwylog (725–755)

## Religiöse Führer
- Papst: Zacharias (741–752)
- Patriarch von Konstantinopel: Anastasius (730–754)